# Jakup Krasniqi
Jakup Krasniqi (ur. 1 stycznia 1951 w Fatos) – kosowski polityk, przewodniczący Zgromadzenia Kosowa od 9 stycznia 2008 do 8 grudnia 2014. Jeden z liderów Demokratycznej Partii Kosowa. Pełniący obowiązki prezydenta Kosowa od 27 września 2010 do 22 lutego 2011 oraz ponownie od 30 marca 2011 do 7 kwietnia 2011.

## Życiorys
Jakup Krasniqi urodził się w wiosce Fatos, w ówczesnej SFR Jugosławii. W latach 1957–1965 kształcił się w szkole podstawowej w Fatos i Arllat, a następnie w szkole średniej w Prisztinie (1966-1971). W latach 1972–1976 studiował historię na Uniwersytecie w Prisztinie. W latach 1995–1997 odbył studia podyplomowe z historii na tej uczelni.
Od 1972 do 1977 pracował jako nauczyciel w szkołach w Fatos i Arllat, następnie w szkole średniej w Glogovacu (1976-1977), szkole średniej w Skënderaju (1979-1981) oraz w Glogovacu (1991-1994). Od 1995 do 1998 był przewodniczącym Rady Edukacyjnej w Glogovacu.
W latach 1973–1981 angażował się w działalność podziemnego ruchu niepodległościowego w Kosowie, będącym wówczas autonomiczną prowincją w ramach SR Serbii. Od 1981 do 1991 był więziony z powodu swej nielegalnej działalności politycznej. W latach 1991–1999 był członkiem prezydium Demokratycznej Ligi Kosowa. Następnie wszedł w skład Demokratycznej Partii Kosowa, zostając jej sekretarzem generalnym. W latach 1998–1999 pełnił funkcję rzecznika prasowego Komendy Głównej UÇK.
W 1999 objął stanowisko ministra ds. odbudowy i rozwoju. W 2001 został deputowanym do Zgromadzenia Kosowa. W październiku 2004 oraz w listopadzie 2007 odnawiał mandat deputowanego. Od marca 2002 do kwietnia 2004 zajmował stanowisko ministra w Ministerstwie Służb Publicznych. 9 stycznia 2008 został wybrany na urząd przewodniczącego Zgromadzenia Kosowa, który zajmował do 8 grudnia 2014.
Jako przewodniczący Zgromadzenia Kosowa z mocy konstytucji przejął obowiązki prezydenta, po rezygnacji ze stanowiska Fatmira Sejdiu z powodu orzeczenia Sądu Konstytucyjnego o poważnym naruszeniu przez niego przepisów konstytucji. Funkcję tę pełnił do czasu wyboru nowego szefa państwa przez parlament, co nastąpiło 22 lutego 2011.
30 marca 2011 ponownie objął obowiązki głowy państwa z powodu ustąpienia prezydenta Behgjeta Pacollego po wyroku Trybunału Konstytucyjnego uznającego jego wybór na stanowisko za niekonstytucyjny. Pełnił je do czasu wyboru na urząd prezydenta Atifete Jahjagi 7 kwietnia 2011.
Jakup Krasniqi jest autorem książek o tematyce historyczno-politycznej. Jest żonaty, ma czworo dzieci.